# Burger
 Denne artikel bør gennemlæses af en person med fagkendskab for at sikre den faglige korrekthed.

En burger (en forkortelse af hamburger, også kaldet en bøfsandwich) er en sandwich bestående af en eller flere flade bøffer af hakket kød, typisk oksekød, placeret i en gennemskåret bolle. Betegnelsen burger bruges også, hvis kødet erstattes af alternativer, f.eks. en plantebaseret bøf eller portobellosvampe. Burgere serveres ofte med salat, bacon, tomat, løg, syltede agurker, ost og sovse som sennep, mayonnaise og ketchup
Betegnelse "hamburger" benyttes i Danmark af flere fastfood-restauranter typisk om de simpleste burgere med hakket oksekød[kilde mangler], mens betegnelsen "bøfsandwich" typisk benyttes om en bestemt dansk variant af burgeren.

## Historie
Hamburgeren er opkaldt efter byen Hamburg i Tyskland, de nærmere omstændigheder om navnet er ukendte, og der er flere teorier. Der er dog enighed om, at navnet intet har med ham (skinke) at gøre. Den moderne burger af hakket oksekød er opfundet i USA, der er flere teorier, og den er muligvis opfundet flere steder samtidigt.
Ifølge USA's nationalmuseum, Library of Congress, var den danske immigrant Louis Lassen den første til at lange en hamburger over disken. Det skete i 1895 i caféen Louis' Lunch i New Haven, hvor danskeren serverede bøf imellem toastbrød med enten løg, tomat eller ost.
Dens udbredelse i Danmark tog fart i 1970'erne. Tidligere var det den nært beslægtede bøfsandwich, der var mest udbredt.
[Inter]national burgerdag er den 28. maj. Det bliver markeret på forskellig måde verden over, bl.a. med en burgerfestival 29.-31. maj i København.

## Varianter
Særlige varianter er cheeseburgeren med ekstra ost og baconburgeren med bacon.
Burgeren er en populær ret indenfor fastfood og serveres med pommes frites. Der findes derudover en lang række varianter af vegetarburgere.
En mini-burger er også kendt som en slider.

## Kultur
Burgeren forbindes med amerikansk kultur og betragtes i USA som en nationalret - næsten på linje med apple pie.